# Wilsonium
Wilsonium brevipinne è una specie estinta di pesce osseo appartenente alla famiglia Catostomidae (ordine Cypriniformes), vissuta nell’Eocene inferiore. I suoi fossili provengono dalla Formazione di Allenby, nella Columbia Britannica, Canada.

## Scoperta e classificazione
La specie fu inizialmente identificata come un catostomide da Edward Drinker Cope nel 1893 e descritta con il nome di Amyzon brevipinne. Successivamente, nel 1977, Mark V. H. Wilson ne fornì una descrizione dettagliata basata su una vasta collezione di esemplari. Tuttavia, nuovi fossili raccolti più di recente hanno evidenziato differenze significative rispetto alle specie conosciute del genere Amyzon; si è resa quindi necessaria una revisione sistematica, effettuata nel 2020. A causa di alcune differenze morfologiche, Amyzon brevipinne è stato assegnato a un nuovo genere, Wilsonium, che risulta essere il membro più basale della famiglia Catostomidae secondo le analisi filogenetiche.

## Descrizione
Le principali caratteristiche che distinguono questa specie dagli altri membri del genere Amyzon includono un osso frontale stretto con un’incisura orbitale allungata, una serie infraorbitale poco profonda e sottile, un opercolo ampio e una quarta costa breve e slanciata. Rispetto alla specie tipo Amyzon mentale, Wilsonium brevipinne presenta un processo posteroventrale del dentale più corto e un numero inferiore di raggi nella pinna dorsale.